# GE AC4400CW
AC4400CW ist die Herstellerbezeichnung für eine Reihe dieselelektrischer Güterzuglokomotiven, die zwischen 1993 und 2007 von GE Transportation Systems (GETS) in 2973 Exemplaren hergestellt wurde. Die Typenbezeichnung ist zusammengesetzt aus „AC“ für alternating current zur Kennzeichnung der Wechselstromfahrmotoren, „4400“ für die Leistung von etwa 4400 hp, „C“ für drei Radsätze im Drehgestell und „W“ für Wide Cab, das nordamerikanische Sicherheitsführerhaus. Das parallel zur Gleichstromreihe C44-9W entworfene Modell AC4400CW war die erste von GETS gebaute Lokomotivreihe mit Wechselstromfahrmotoren und diente später als Entwicklungsgrundlage für das Nachfolgemodell ES44AC.

## Geschichte
Zu Beginn der 1990er Jahre entwickelte GE Transportation Systems (GETS) basierend auf den letzten Modellen der Dash-8-Serie die Dash-9-Serie. Parallel zum Gleichstrommodell C44-9W entstand die Reihe AC4400CW mit Wechselstromfahrmotoren als Antwort auf das im Juni 1991 vom Konkurrenten General Motors Electro-Motive Division (EMD) vorgestellte Wechselstrommodell SD60MAC. Ein Prototyp mit der Nummer 2000 wurde im Juni 1993 fertiggestellt, die Serienfertigung begann jedoch erst im Juni 1994. Somit kam EMD GETS erneut zuvor, denn die Serienfertigung des Modells SD70MAC setzte bereits im November 1993 ein. Dennoch trug die Reihe AC4400CW maßgeblich dazu bei, dass GETS seinen Konkurrenten EMD überholen und selbst die führende Rolle auf dem US-amerikanischen Markt einnehmen konnte. Neben der Reihe AC4400CW wurde ab 1995 das leistungsfähigere Modell AC6000CW gebaut, welches aufgrund seiner hohen Fehleranfälligkeit jedoch weniger erfolgreich war. Bis 2004 verkaufte GETS das Modell AC4400CW in den Vereinigten Staaten, seit 2005 nur noch im Ausland, weil die verwendeten 7FDL-Dieselmotoren die durch die Environmental Protection Agency (EPA) für den 1. Januar 2005 beschlossene Abgasnorm Tier II nicht erfüllen konnten. Die letzte von fast 3000 Lokomotiven wurde im November 2007 an die kanadische Québec Cartier Mining Company verkauft. Das Nachfolgemodell ist die ES44AC als Vertreter der Evolution-Serie.

## Technik
Der Hauptrahmen, welcher den Vorbau, den Führerstand und die Aufbauten des Maschinenraums trägt, stützt sich auf zwei dreiachsige HiAd-Drehgestelle mit Schraubenfedern als Primär- und Gummifedern als Sekundärfederung. Drehzapfen dienen zur Übertragung der horizontalen Kräfte auf den Hauptrahmen. Optional wurden in späteren Baujahren selbstlenkende Drehgestelle angeboten. Die Dienstmasse der Lokomotive liegt je nach Ausführung bei 185 t bis 196 t, die mittlere Achslast bei 30,8 t bis 32,7 t.
Der Vorbau beinhaltet neben einer Personaltoilette und elektrischer Hilfsausrüstung zwei von außen befüllbare Sandkästen für die pneumatisch betriebene Sandstreueinrichtung. An beiden Enden des Fahrzeugs ist eine durch Geländer geschützte Plattform vorhanden. Hinter dem Führerstand sind der größte Teil der elektrischen Ausrüstung und darüber die von seitlichen Lüftern gekühlten Bremswiderstände angeordnet. Der Wechselstromteil zur Versorgung der Fahrmotoren ist auf der linken Seite neben den Aufbauten des Maschinenraums in einem eigenen Gehäuse untergebracht. Die Batteriekästen befinden sich auf der rechten Seite außerhalb des Maschinenraums. In der Mitte des Fahrzeugs ist die aus Dieselmotor und Hauptgenerator bestehende Antriebsanlage angeordnet. Der Dieselmotor des Typs GE 7FDL-16 mit 175,1 l Hubraum ist ein wassergekühlter Sechzehnzylinder-V-Motor mit Abgasturbolader, arbeitet nach dem Viertaktprinzip und liefert bei einer Drehzahl von 1050 min−1 eine Leistung von 3270 kW. Der vom Dieselmotor angetriebene, als Drehstrom-Synchrongenerator ausgeführte Hauptgenerator GE GMG196 versorgt die sechs Tatzlager-Drehstrom-Asynchronfahrmotoren des Typs GE GEB13. Das Übersetzungsverhältnis zwischen Fahrmotor und Radsatz beträgt 1 : 4,15, die resultierende Höchstgeschwindigkeit 113 km/h und die Anfahrzugkraft 800 kN. Ein kleinerer Wechselstromgenerator des Modells GE GYA30A dient als Erregermaschine des Hauptgenerators und als Hilfsgenerator zur Versorgung des Bordnetzes. Den hinteren Abschluss des Maschinenraums bildet die Kühlanlage, unterhalb derer der Fahrmotorlüfter und der Luftpresser angeordnet sind. Zwischen den Drehgestellen befindet sich der Kraftstofftank mit einem Fassungsvermögen von 18 900 l, der auf der rechten Seite in einer Aussparung die beiden Hauptluftbehälter aufnimmt.
Eine indirekt wirkende Druckluftbremse dient als Zugbremse, eine direkt wirkende Druckluft-Zusatzbremse als Lokomotivbremse und eine Handbremse zur Sicherung im Stand. Die pneumatische Bremsausrüstung stammt von Westinghouse. Die Fahrzeuge verfügen zudem über eine Widerstandsbremse sowie eine Mehrfachtraktionssteuerung und optional eine Funkfernsteuerung.

## Lieferliste
| Eigentümer                               | Nummerierung                                                                           | Anzahl |
| ---------------------------------------- | -------------------------------------------------------------------------------------- | ------ |
| Burlington Northern and Santa Fe Railway | 5600–5717, 5838–5840                                                                   | 0121   |
| Canadian Pacific Railway                 | 8500–8580, 8600–8650, 9500–9683, 9700–9740, 9750–9784, 9800–9840                       | 0433   |
| Chicago and North Western Transportation | 8801–8835                                                                              | 0035   |
| CIT Group                                | 1001–1059                                                                              | 0059   |
| CSX Transportation                       | 15–173, 201–599, 5101–5122, 9100–9113                                                  | 0594   |
| El Cerrejón                              | 1014                                                                                   | 0001   |
| Ferrocarril Mexicano                     | 4500–4574                                                                              | 0075   |
| Ferrominera Orinoco                      | 1058–1059                                                                              | 0002   |
| Ferrosur                                 | 4400–4437                                                                              | 0038   |
| GE Transportation Systems                | 2000, 4000–4009, 4400                                                                  | 0012   |
| Kansas City Southern Railway             | 2000–2049                                                                              | 0050   |
| Québec Cartier Mining Company            | 11–29                                                                                  | 0019   |
| Quebec North Shore and Labrador Railway  | 415–426                                                                                | 0012   |
| Southern Pacific Transportation          | 100–378                                                                                | 0279   |
| Transportación Ferroviaria Mexicana      | 2600–2674                                                                              | 0075   |
| Union Pacific Railroad                   | 5554–5694, 5700–5769, 5771–6081, 6430–6699, 6738–6887, 6995–6999, 7080–7297, 9997–9999 | 1168   |
| gesamt:                                  | gesamt:                                                                                | 2973   |
| Quellen:                                 |                                                                                        |        |

## Fotos

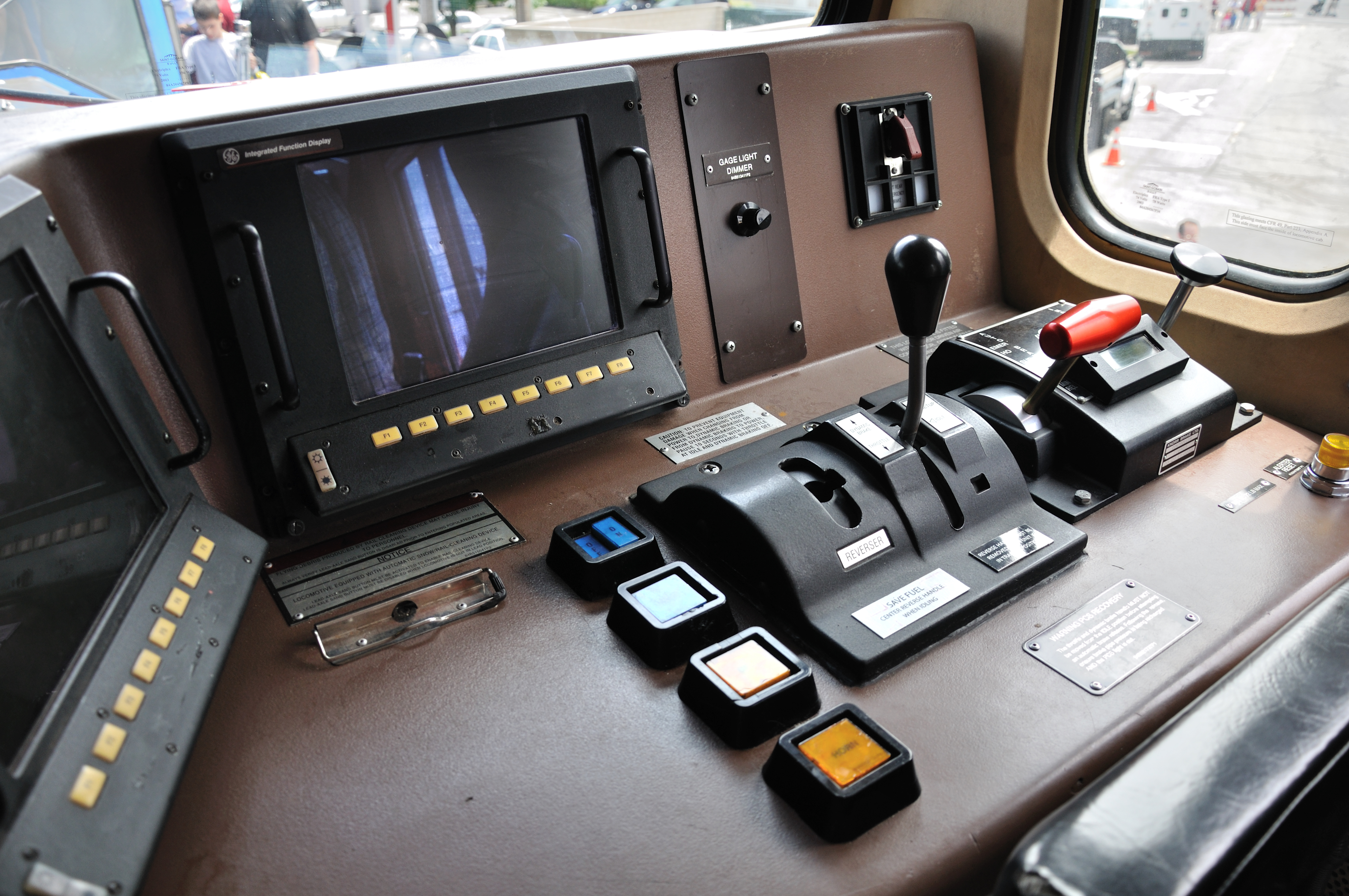
Führerpult der CP-Maschine 9777
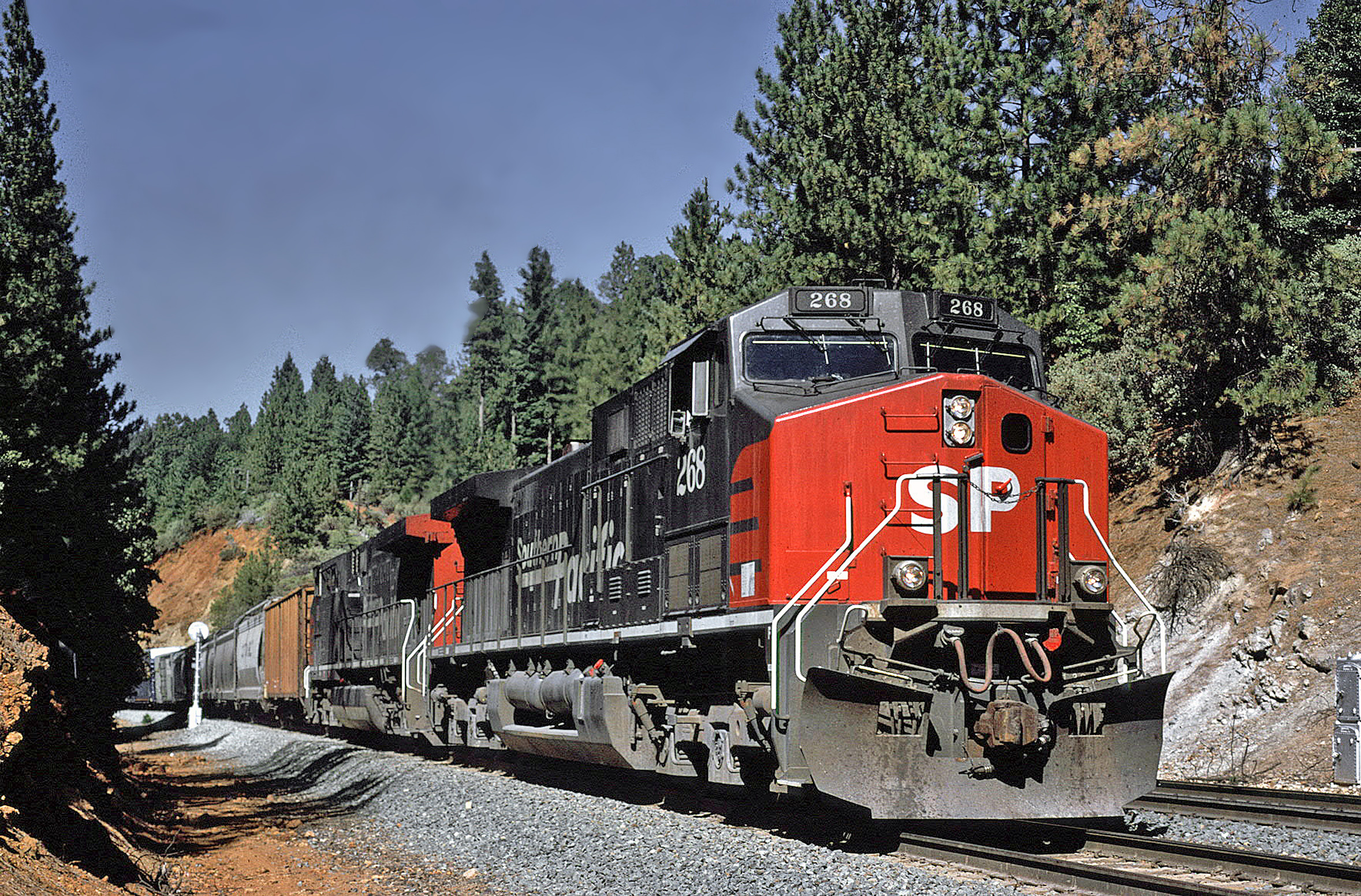
SP 268 nahe Baxter (um 2000)
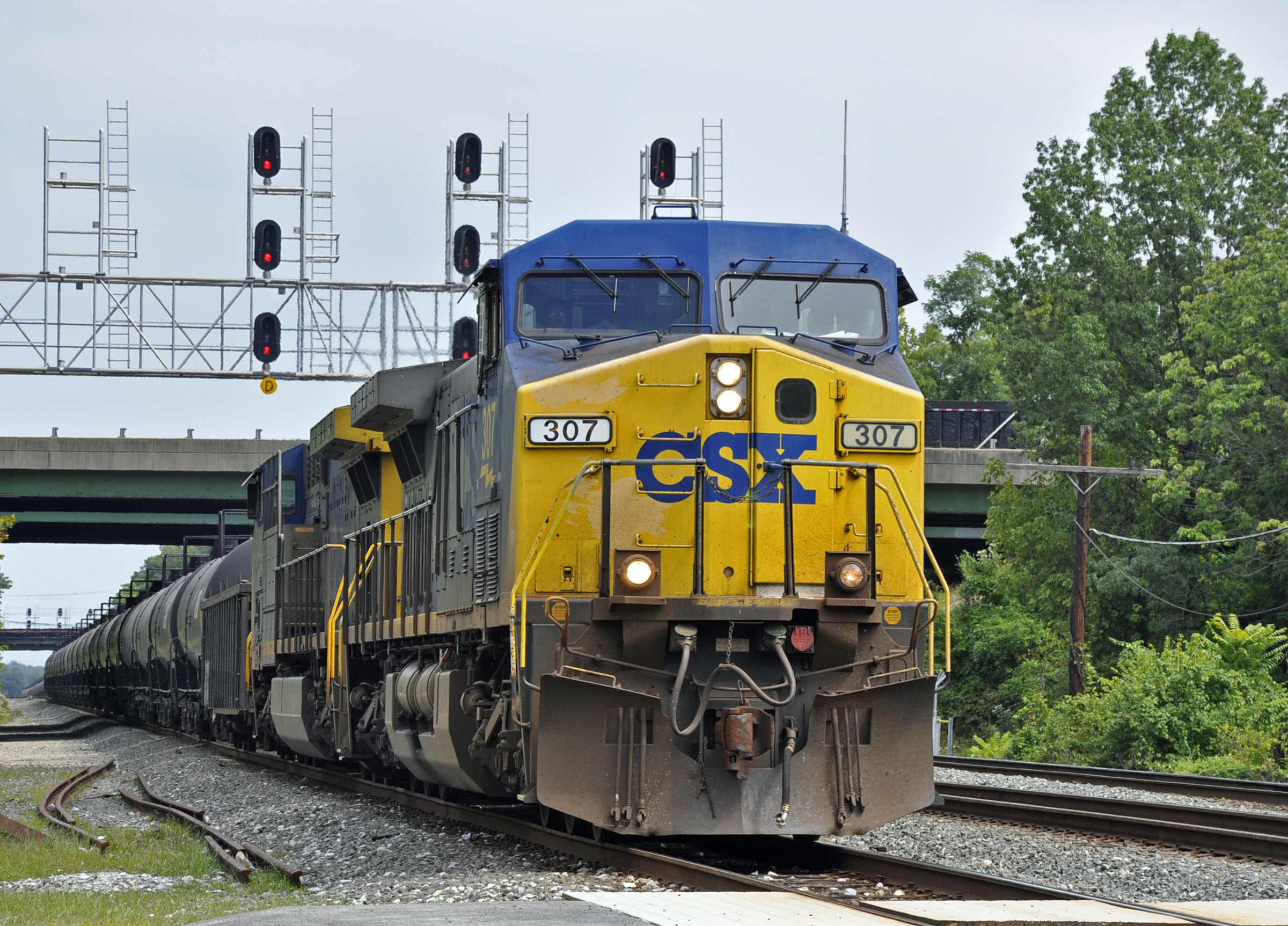
CSXT 307 in St. Denis (September 2009)
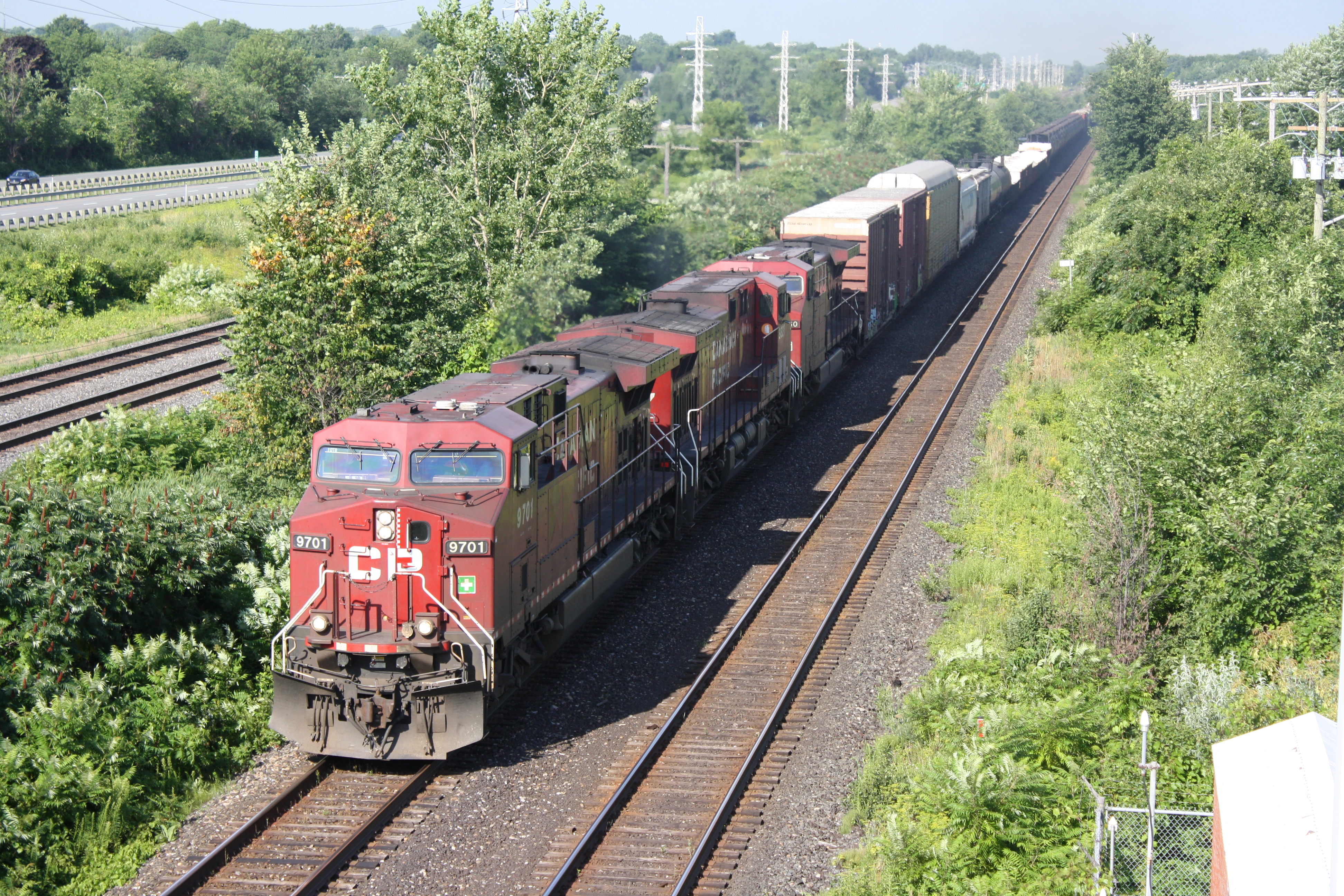
CP 9701, 9827 und 9660 (Juli 2010)
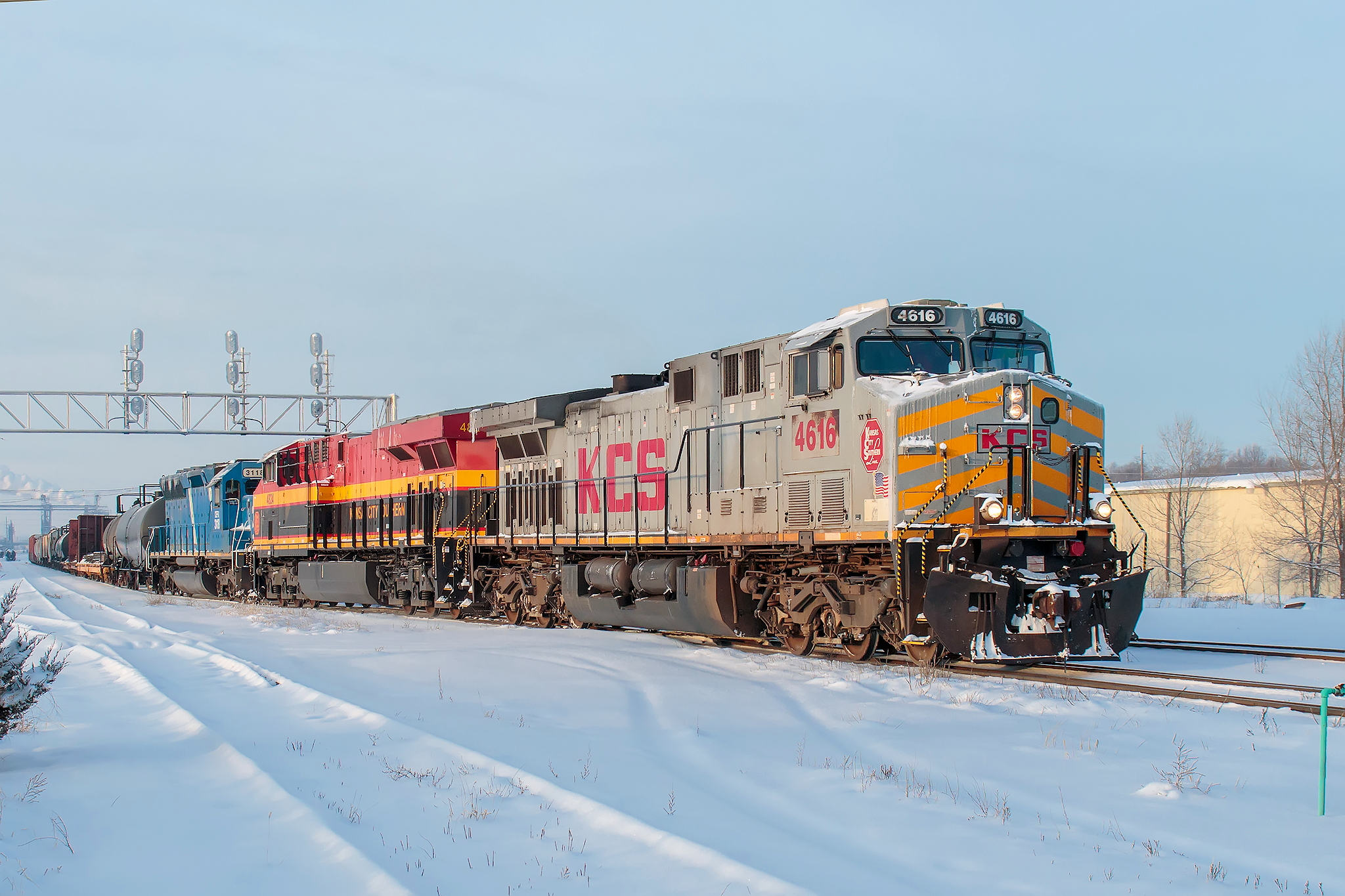
KCS 4616 in Clinton (Januar 2015)